# پال کار
پال کار (انگلیسی: Paul Carr؛ ۳۱ ژانویهٔ ۱۹۳۴ – ۱۷ فوریهٔ ۲۰۰۶) بازیگر، کارگردان، نویسنده و تهیه‌کننده اهل ایالات متحده آمریکا بود.

## گزیده فیلمشناسی

### فیلم
- مرد عوضی[۲] (۱۹۵۶)
- کاپیتان نیومن ام.دی. (۱۹۶۳)
- در کمال خونسردی (۱۹۶۷)
- توقیف کامیون زنان (۱۹۷۴)
- برج مرگبار (۱۹۷۵)
- آکیرا (۱۹۸۸)
- چشمان شب (۱۹۹۰)

### مجموعه تلویزیونی
- بونانزا (۱۹۶۰)
- دود اسلحه (۱۹۶۱)
- سفر به قعر دریا (۱۹۶۴–۶۸)
- روزهای زندگی ما (۱۹۶۵–۶۶)
- زن بیونیک (۱۹۷۵)
- هالک شگفت‌انگیز (۱۹۸۰)
- گرگ آسمان (۱۹۸۴)
- کابوی بیباپ (۲۰۰۱)
- شبح درون پوسته: استند الون کامپلکس (۲۰۱۳–۲۰۱۶؛ آخرین نقش)